# Huub Schuurs
Petrus Hubertus (Huub) Schuurs (Venlo, 15 januari 1947 – Venlo, 31 juli 1996) was een Nederlands voetballer. Hij stond onder contract bij FC VVV.

## Biografie
Schuurs werd in 1967 door VVV overgenomen van amateurclub RKSV Venlo en maakte een jaar later zijn competitiedebuut, op 25 augustus 1968 in een met 1-0 verloren uitwedstrijd bij Baronie. Aanvankelijk werd hij door toenmalig trainer Bas Paauwe op het middenveld geposteerd, maar zijn opvolgers zagen in hem een ideale vrije verdediger. Schuurs gold als een karaktervoetballer die technische vaardigheid koppelde aan een goed tactisch inzicht en was volgens sommige kenners de beste laatste man die VVV ooit heeft gehad. Samen met voorstopper Jacques Hermans vormde hij zes seizoenen lang het hart van de Venlose verdediging. Halverwege het seizoen 1975-1976 besloot Schuurs van de ene dag op de andere om te stoppen bij VVV. Na een conflict met trainer Rob Baan willigde het clubbestuur op 19 februari 1976 zijn verzoek in om het contract met onmiddellijke ingang te ontbinden. Na afloop van zijn spelersloopbaan was Schuurs nog trainer bij onder andere RKSV Venlo, Venlosche Boys en FCV. Hij overleed in 1996 op 49-jarige leeftijd.

### Profstatistieken
| Seizoen         | Club            | Competitie      | Competitie | Competitie | Beker | Beker | Nacompetitie | Nacompetitie | Totaal | Totaal |
| Seizoen         | Club            | Competitie      | Wed.       | Dlp.       | Wed.  | Dlp.  | Wed.         | Dlp.         | Wed.   | Dlp.   |
| --------------- | --------------- | --------------- | ---------- | ---------- | ----- | ----- | ------------ | ------------ | ------ | ------ |
| 1968/69         | FC VVV          | Tweede divisie  | 21         | 0          | 1     | 0     | —            | —            | 22     | 0      |
| 1969/70         | FC VVV          | Tweede divisie  | 30         | 1          | 1     | 0     | —            | —            | 31     | 1      |
| 1970/71         | FC VVV          | Tweede divisie  | 27         | 3          | 1     | 0     | —            | —            | 28     | 3      |
| 1971/72         | FC VVV          | Eerste divisie  | 32         | 0          | 0     | 0     | —            | —            | 32     | 0      |
| 1972/73         | FC VVV          | Eerste divisie  | 35         | 0          | 2     | 0     | —            | —            | 37     | 0      |
| 1973/74         | FC VVV          | Eerste divisie  | 25         | 1          | 1     | 0     | —            | —            | 26     | 1      |
| 1974/75         | FC VVV          | Eerste divisie  | 35         | 0          | 2     | 0     | —            | —            | 37     | 0      |
| 1975/76         | FC VVV          | Eerste divisie  | 17         | 0          | 2     | 0     | 0            | 0            | 19     | 0      |
| Carrière totaal | Carrière totaal | Carrière totaal | 222        | 5          | 10    | 0     | 0            | 0            | 232    | 5      |